# Martin Zandvliet
Martin Pieter Zandvliet (født 7. januar 1971 i Fredericia) er en dansk filminstruktør, manuskriptforfatter og filmklipper.

## Karriere
Tekst mangler, hjælp os med at skrive teksten
Han har instrueret den danske film Under Sandet/Land Of Mine. Martin Pieter Zandvliet er uddannet fra Super16.

## Udvalgt filmografi
| Titel                                   | År   | Krediteret som | Krediteret som | Krediteret som | Note(r)        |
| Titel                                   | År   | Instruktør     | Forfatter      | Klipper        | Note(r)        |
| --------------------------------------- | ---- | -------------- | -------------- | -------------- | -------------- |
| Vejen tilbage                           | 2001 | Nej            | Nej            | Ja             |                |
| Middagen                                | 2001 | Nej            | Nej            | Ja             | Kortfilm       |
| Angels of Brooklyn                      | 2002 | Ja             | Nej            | Ja             | Dokumentarfilm |
| Rocket Brothers - tæt på bandet Kashmir | 2003 | Nej            | Nej            | Ja             | Portrætfilm    |
| Magten over kærligheden                 | 2004 | Nej            | Nej            | Ja             | Dokumentarfilm |
| Når man vågner                          | 2005 | Nej            | Nej            | Ja             | Kortfilm       |
| Jeg som regel                           | 2006 | Ja             | Ja             | Nej            | Kortfilm       |
| Mum                                     | 2006 | Nej            | Nej            | Ja             | Kortfilm       |
| Dennis                                  | 2007 | Nej            | Ja             | Ja             | Kortfilm       |
| Cathrine                                | 2008 | Nej            | Nej            | Ja             |                |
| Besøget                                 | 2008 | Nej            | Nej            | Ja             | Kortfilm       |
| Mon petit-enfant                        | 2008 | Ja             | Ja             | Ja             | Kortfilm       |
| Applaus                                 | 2009 | Ja             | Ja             | Nej            |                |
| Dirch                                   | 2011 | Ja             | Ja             | Nej            |                |
| 10 timer til Paradis                    | 2012 | Nej            | Ja             | Nej            |                |
| Under sandet                            | 2015 | Ja             | Ja             | Nej            |                |
| The Model                               | 2016 | Nej            | Ja             | Nej            |                |
| Toves værelse                           | 2023 | Ja             | Nej            | Nej            |                |